# Nachal Bejt Arif
Nachal Bejt Arif (hebrejsky נחל בית עריף, arabsky Vádí al-Charub) je vádí na Západním břeh Jordánu a v centrálním Izraeli, v regionu Guš Dan.
Začíná v prostoru u mezi vesnicemi Abud a Ofarim na Západním břeh Jordánu (Samařsko) v nadmořské výšce cca 400 metrů. Pak směřuje k západu a klesá do zemědělsky využívané krajiny v pobřežní planině ve vlastním Izraeli, ve které z jihu obchází město Šoham a západně od něj ústí do toku Nachal Jehud. Jde o sezónní tok, který má významnější průtok jen v zimním dešťovém období.
Během první světové války postavili Britové podél tohoto vádí provizorní železniční trať, která vycházela z lokality Kafr Džinis poblíž dnešního Ben Gurionova mezinárodního letiště a vedla ho hor Samařska až k obci al-Lubban al-Gharbi. Z tratě dnes zbyly jen izolované pozůstatky mostu a dalších inženýrských staveb. Na Nachal Bejt Arif tu pro zásobování parních vlaků vodou tehdy vyrostla i vodní nádrž. Dnes již neexistující.